# Tangenziale di Napoli (azienda)

Logo utilizzato fino al 4 ottobre 2024

Tangenziale di Napoli S.p.A. è un'azienda italiana che opera nel settore della gestione in concessione di tratti autostradali. È l'ente esercente concessionario dell'Anas per la gestione dell'Autostrada A56.

## Storia
È stata fondata il 24 marzo 1966 con il nome di Infrasud S.p.A. e sede a Roma, da IRI (70%), Banco di Napoli (15%) e SME (15%), con la missione di progettare, costruire e gestire un'arteria autostradale a pagamento che collegasse Napoli all'autostrada A1 ed un collegamento tra l'A1 e l'autostrada A3.
Ha assunto l'attuale denominazione nel 1978.

## Dati societari
- Ragione sociale: Tangenziale di Napoli S.p.A.
- Sede legale e direzione generale: via Cinthia svincolo Fuorigrotta Napoli  - 80126 Napoli
- Presidente: Giulia  Mayer  (dal 2023)
- Amministratore Delegato: Luigi Massa (dal 2020)
- Capitale sociale: 108.077.490 euro
- Codice fiscale/Partita IVA: 01368900633
- Iscrizione al Registro Imprese Napoli n° 01513210581 - R.E.A. n° 246174/66

Fa parte del gruppo Autostrade per l'Italia.